# تروفيو بولينسا-أندراتكس 2018
تروفيو بولينسا-أندراتكس 2018 (بالفرنسية: Trofeo Lloseta-Andratx 2018)‏ هو سباق دراجات هوائية، وهو الموسم رقم 27 من السباق، وأقيم في 27 يناير 2018، وامتدّ لمسافة 165.8 كيلومتر، وهو أحد سباقات طواف أوروبا للدراجات 2018، وقد شارك في السباق 126 متسابقاً ووصل إلى نهايته 62 متسابقاً.
فاز فيه بالمركز الأول توم سكوجين، وبالمركز الثاني غريغور مولبرغر، وبالمركز الثالث Elmar Reinders ‏.

## الفرق
| فرق عالمية (5)- Movistar Team - Sky - Bora-Hansgrohe - Lotto Soudal - Trek-Segafredo فرق قارية محترفة (8)- كاجا رورال-سيغوروس 2018 ‏ - برجس بي إتش 2018 ‏ - Fortuneo-Samsic - سبورت فلاندرين بالويس 2018 ‏ - يوسكادي مورياس 2018 ‏ - Israel Cycling Academy - رومبوت تشارلز ‏ - بنجوال باوليز ساوكس دبليو بي ‏ فرق قارية (4)- Biesse–Carrera ‏ - أوسكالتيل أوسكادي ‏ - Pannon Cycling Team ‏ - Sauerland NRW-SKS Germany ‏ فريق وطني- 2018 فريق إسبانيا لركوب الدراجات للرجال ‏ |  |
| |  |

## التصنيف العام النهائي
| التصنيف العام | التصنيف العام           | التصنيف العام | التصنيف العام                 | التصنيف العام |        |
| الدراج        | الدراج                  | البلد         | الفريق                        | الوقت         | السرعة |
| ------------- | ----------------------- | ------------- | ----------------------------- | ------------- | ------ |
| 1.            | توم سكوجين              | لاتفيا        | تريك سيغافريدو                | 4 س 19 د 14 ث |        |
| 2.            | غريغور مولبرغر          | النمسا        | بورا هانسغروه                 | + 25 ث        |        |
| 3.            | Elmar Reinders ‏         | هولندا        | Roompot-Nederlandse Loterij   | + 31 ث        |        |
| 4.            | أليخاندرو بالبيردي      | إسبانيا       | موفيستار                      | + 42 ث        |        |
| 5.            | بيم يجثارت              | هولندا        | Roompot-Nederlandse Loterij   | + 42 ث        |        |
| 6.            | إدوارد براديس           | إسبانيا       | Euskadi Basque Country-Murias | + 42 ث        |        |
| 7.            | تيم فيلانز              | بلجيكا        | لوتو سودال                    | + 42 ث        |        |
| 8.            | جياني موسكون            | إيطاليا       | سكاي                          | + 42 ث        |        |
| 9.            | فيسينت غارسيا دي ماتيوس | إسبانيا       | إسبانيا                       | + 42 ث        |        |
| 10.           | باوك موليما             | هولندا        | تريك سيغافريدو                | + 42 ث        |        |

## وصلات خارجية
- الموقع الرسمي
- تروفيو بولينسا-أندراتكس 2018 على موقع إحصائيات الدراجات الإحترافية (الإنجليزية)